# Гарвардський міст

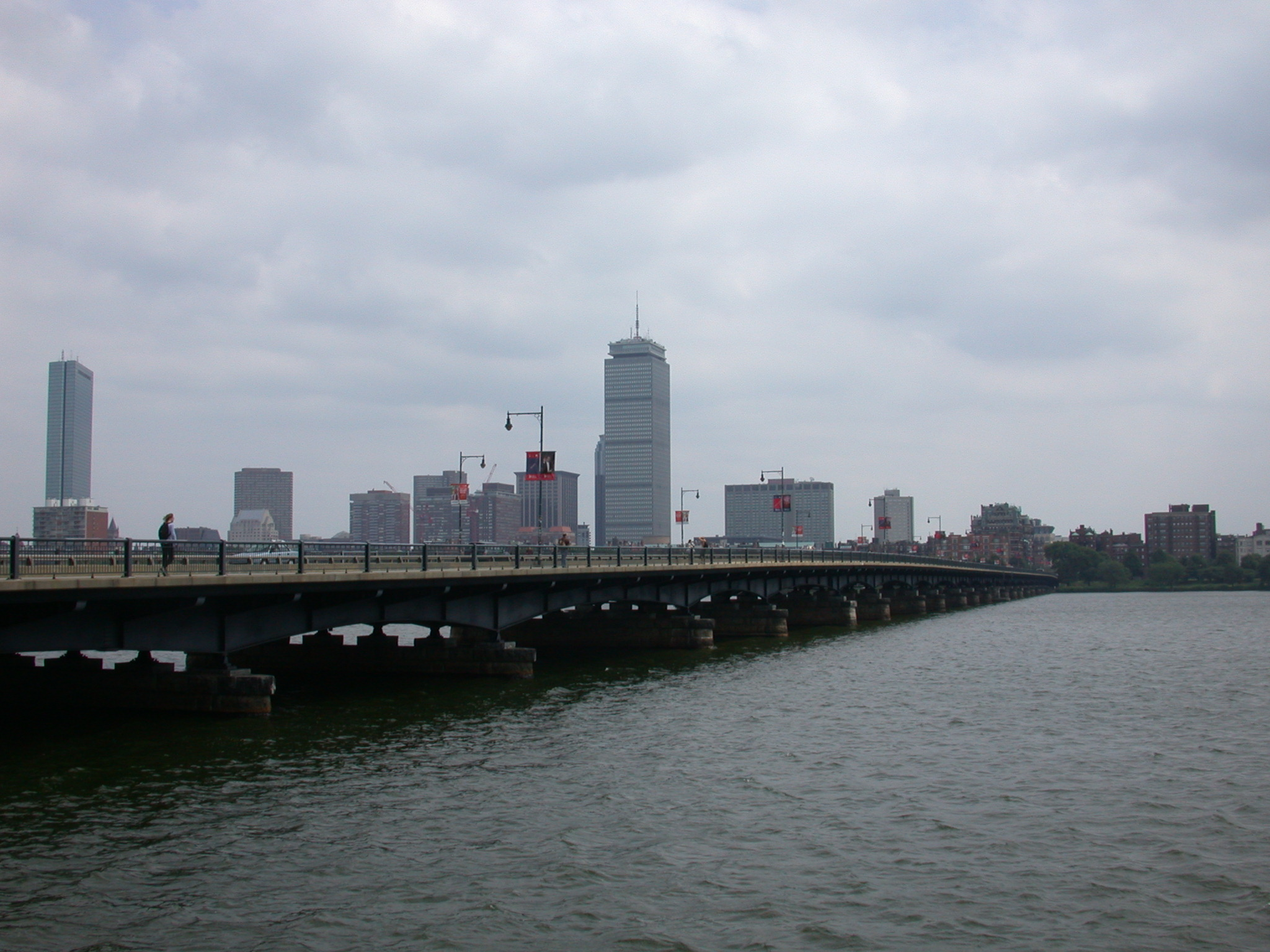

Гарвардський міст (англ. Harvard Bridge) — міст через річку Чарльз, що з'єднує район Бек-Бей міста Бостон американського штату Массачусетс з містом Кембридж в районі кампуса Массачусетського технологічного інституту (MIT). Міст названий на честь священика Джона Гарварда, ім'я якого також носить Гарвардський університет в Кембриджі. Довжина моста: 659,82 м, ширина: 21,13 м.
Через міст проходить автодорога 2A штату Массачусетс, яка в цьому місці збігається з Массачусетс-авеню (скорочено англ. Mass Ave). Тому іноді вживаються інші назви: міст Массачусетс-Авеню або міст MIT.

## Історія

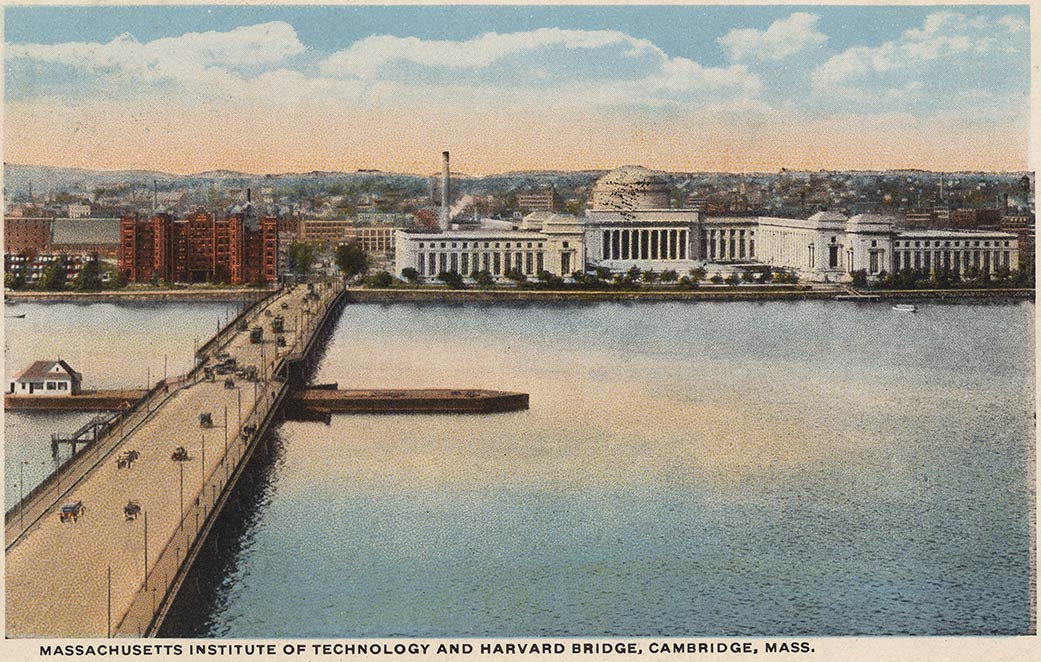
Вид на Гарвардський міст та будівлі MIT (поштова листівка, близько 1920)

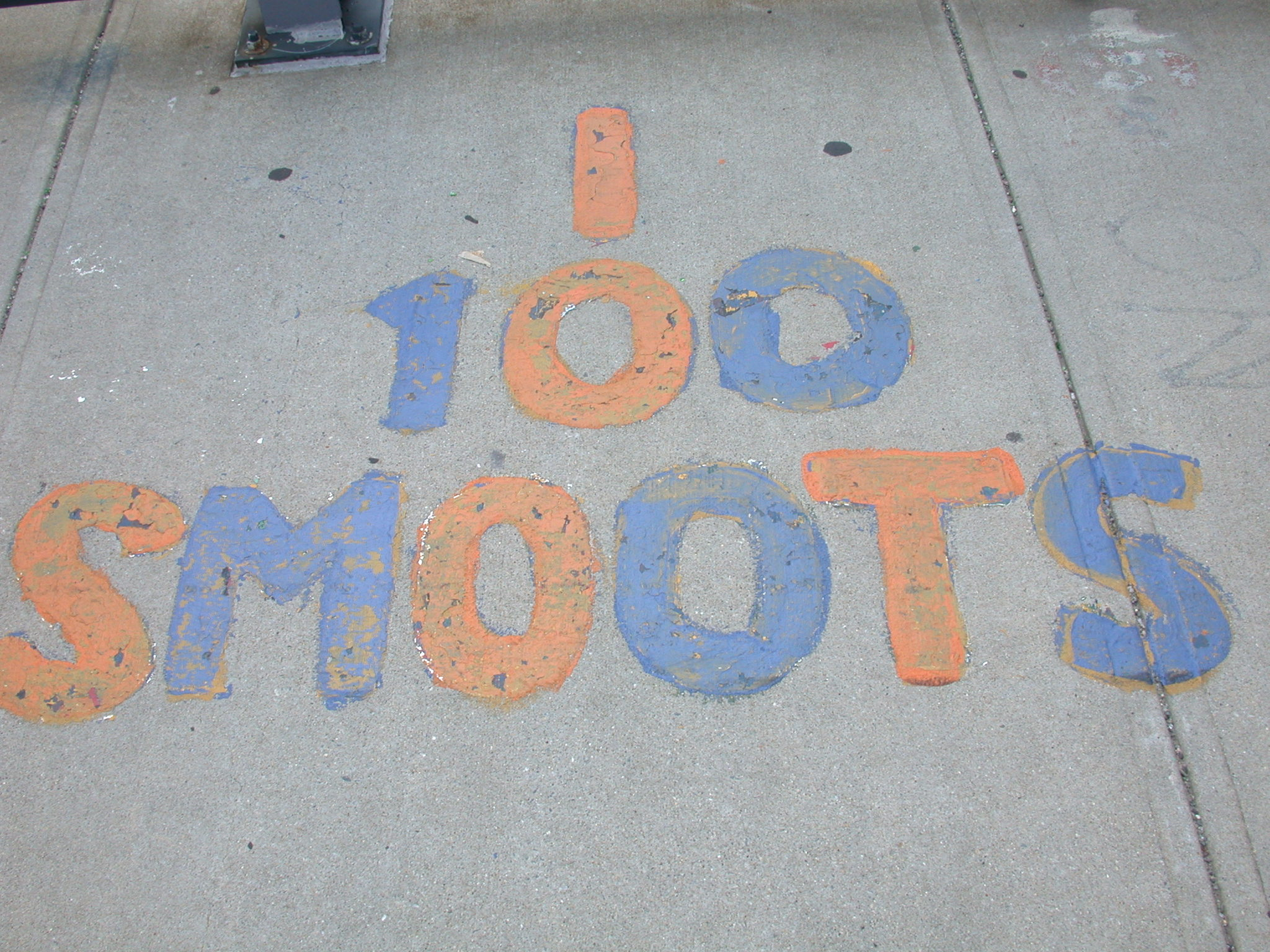
Позначка 100 смутів

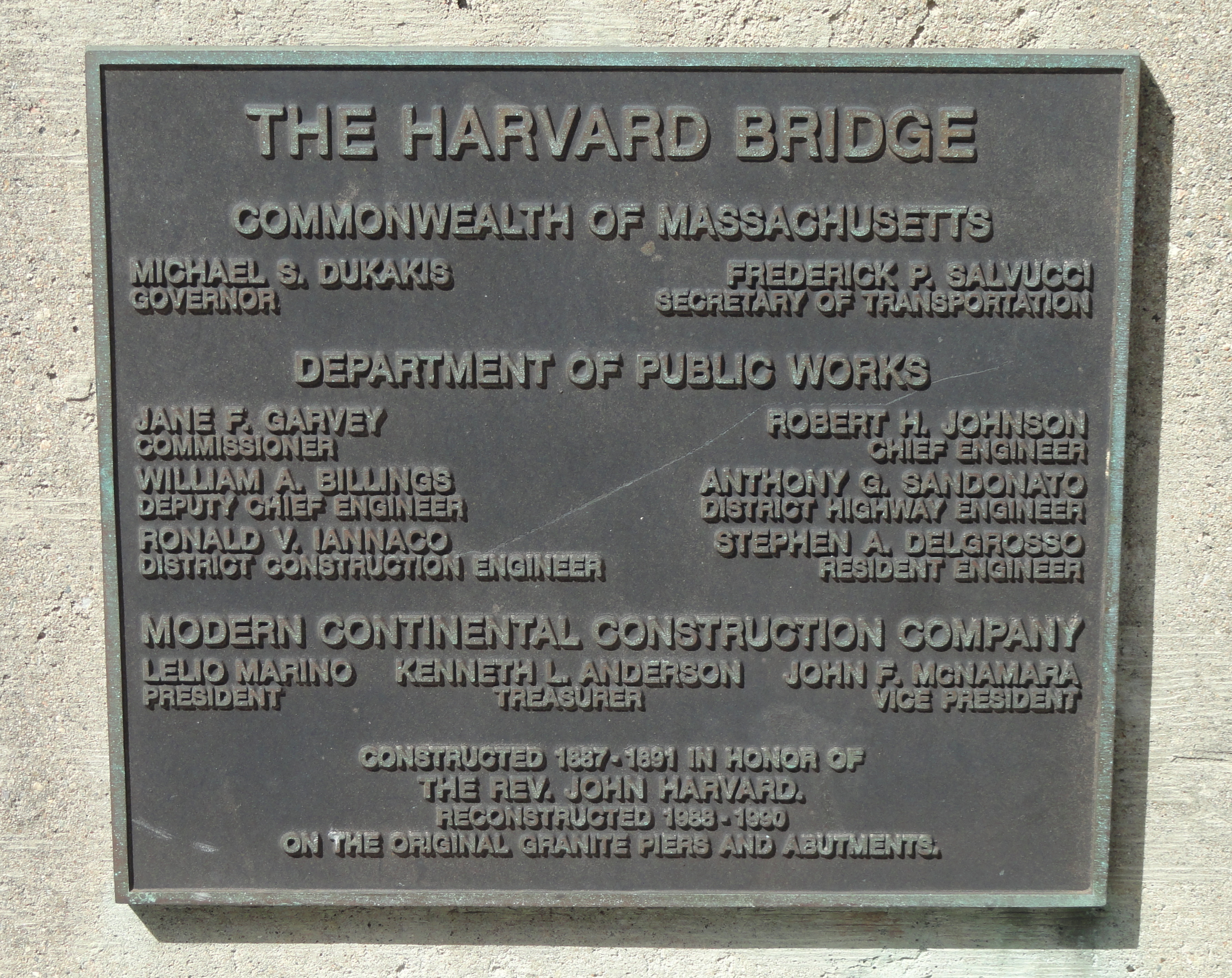
Табличка на Гарвардському мосту

У 1874 році легіслатура Массачусетсу ухвалила рішення про будівництво моста через річку Чарльз між Бостоном і Кембриджем. Тим не менш, будівництво почалося тільки в 1887 році, так як керівники Бостона і Кембриджа ніяк не могли домовитися про деталі.
5 липня 1887 було вирішено назвати майбутній міст ім'ям Джона Гарварда, при цьому в числі інших варіантів фігурувало ім'я поета Лонгфелло (на його честь пізніше був названий міст Лонгфелло, побудований нижче за течією річки Чарльз). План будівництва був схвалений 14 липня 1887 і незабаром почалися роботи зі спорудження мосту.
В 1983 році Гарвардський міст був закритий і проінспектований. Були знайдені тріщини в опорах мосту, після чого по ньому було заборонено рух вантажних автомобілів і автобусів.

## Цікаві факти
З Гарвардським мостом пов'язана історія виникнення неофіційної міри довжини «смут», коли як засіб виміру відстані було вибрано одного з студентів, Олівера Смута. Вимірювання відбувалося наступним чином. Смут лягав на міст, а його товариші щоразу позначали на асфальті його довжину. Кожні 10 смутів відмічалися червоною фарбою. Коли Олівер втомився, його тіло просто переносили до нових позначок.
Загальна довжина мосту склала «364,4 смута, плюс-мінус одне вухо».